# Lincoln Versailles
De Lincoln Versailles was een middenklasser van het Amerikaanse luxemerk Lincoln. Het model was de eerste kleinere auto van het merk en werd geïntroduceerd in 1977. De Versailles werd echter een flop en de productie werd in 1980 alweer gestaakt.

## Geschiedenis
De Versailles was voor een groot deel Lincolns antwoord op de succesvolle Seville van rivaal Cadillac. Die Seville was gebaseerd op de Chevrolet Nova en werd meteen na de introductie in 1975 een succes. Lincoln baseerde zich op de Noord-Amerikaanse Ford Granada om een vergelijkbare middenklasser op de markt te brengen.
Moederconcern Ford had echter niet zoveel middelen voor de ontwikkeling ter beschikking als General Motors had voor Cadillac. Daardoor leken de modellen van Fords merken dikwijls op elkaar. Tot dan deed men bij Lincoln zijn best om de modellen een aparte identiteit te geven. Zo niet bij de Versailles die visueel niet meer dan een licht aangepaste Granada was.
Men probeerde de Lincoln te onderscheiden van de Ford met eigen wielen en een eigen radiatorrooster. In het kofferdeksel kwam een bult die op de aanwezigheid van een reservewiel wees; een element dat aan de Continental ontleend was. Verder was de auto een en al Granada. Het dashboard was identiek en de ruiten en deuren waren uitwisselbaar. De verkoop ging redelijk van start maar stortte het volgende jaar ineen.
Voor 1979 kreeg de Versailles een face-lift met een vinyl dak en Amerika's eerste halogeenlampen. De verkoop bereikte hierna een piek maar klapte daarop weer in elkaar. In 1980 werd de Versailles van de markt gehaald. Lincoln had daarop geen middenklasser meer tot in 1982 een verkleinde Lincoln Continental geïntroduceerd werd.
Ironisch genoeg zorgen het falen van het model en het daarmee verbonden lage productieaantal ervoor dat een Versailles tegenwoordig in waarde stijgt omdat het model zeldzaam is geworden. De meest zeldzame versie is de Fashion Accent. Van deze Versailles, die een speciale tweekleurige carrosserie had, werden in 1980 maar heel weinig exemplaren gebouwd.

## Productie
| Jaar    | Aantal geproduceerd | Basisprijs |
| ------- | ------------------- | ---------- |
| 1977    | 15.434              | US$ 11.500 |
| 1978    | 8931                | US$ 12.529 |
| 1979    | 21.007              | US$ 12.939 |
| 1980    | 4784                | US$ 14.674 |
| Totaal: | 50.156              |            |

## Trivia
- In de jaren 1950 werd de Simca Versailles in Duitsland en Nederland verkocht als Ford Versailles.
- Van 1991 tot 1997 werd een versie in Brazilië verkocht. Deze werd geproduceerd in een joint venture met Volkswagen.
- De reminstallatie achteraan past op de Ford Mustangs van 1965 tot 1973. Daarom is de Versailles zeer in trek op autokerkhoven.
- Bij een enquête van Ford in september 1966 over de naamgeving van haar toekomstige modellen werd Versailles derde, na Mark VI en LeMarque. Toch koos men ervoor de naam Mark III opnieuw te gebruiken. Het duurde nog een decennium voor de naam Versailles werd gebruikt.